# Наукове гуманітарне товариство
Наукове гуманітарне товариство (Всеукраїнська громадська організація «Наукове гуманітарне товариство») — всеукраїнська громадська організація, метою якої є об’єднання зусиль науковців, експертів та громадськості для сприяння науковим дослідженням та популяризації наукових знань

## Історія товариства
Наукове гуманітарне товариство офіційно зареєстровано в квітні 2010 року. До цього воно працювало (2007-2009) в межах київської громадської організації — Центру ім. В. Липинського.
У Товариства є формальне членство, але в реальності — це мережева неформальна спільнота, що об’єднує людей, зацікавлених в реалізації науково-популярних та науково-публічних проєктів, дослідних студій, створення експертних оцінок та консультативних послуг в соціогуманітарній сфері.
Спектр діяльності товариства широкий: поточна політична аналітика, футурологічні прогнози, підготовка популярних книжок, серйозні академічні дослідницькі проєкти, круглі столи експертів з охорони культурної спадщини, організація заходів з воєнно-історичної реконструкції тощо.
За час діяльності товариства у просвітницьких та наукових проєктах, виданнях, публічних заходах брало участь більше сотні провідних істориків, археологів, мовознавців, соціологів, пам’яткоохоронців, економістів, політологів, представників різних наукових інституцій та університетів України.
Публічні заходи, організовані товариством, відбувалися у  Києві, Житомирі, Луцьку, Острозі, Черкасах, Мелітополі, Дніпропетровську, а також Естонії, Чехії.

## Керівництво товариства
Голова:
Кирило Галушко (Київ), кандидат історичних наук, доцент Національного педагогічного університету ім. М. П. Драгоманова.
Члени управи:
Сергій Гнатюк (Суми), кандидат історичних наук, головний консультант Національного інституту стратегічних досліджень при Президентові України;
Руслан Йолтуховський (Кам’янець-Подільський), науковий співробітник Національного історико-архітектурного заповіднику «Кам’янецька фортеця»;
Іван Монолатій (Івано-Франківськ), кандидат історичних наук, доцент Прикарпатського національного університету ім. В. Стефаника;
Андрій Харук (Нововолинськ), кандидат історичних наук, доцент Національного університету «Львівська політехніка».

## Наукові проєкти
1. «Україна-2020»
Базові сценарії:
- Реалістичний: повільна стагнація;
- Песимістичний: колапс і розпад;
- Авторитарний сценарій;
- Оптимістичний: євроатлантична фантазія.

Автори:
- Кирило Галушко. Розгорнуте резюме проєкту;
- Лідія Смола.  Необхідність стратегій національного розвитку та Світові процеси інформатизації та їхній вплив на українське суспільство; (Співавтор - Сергій Чолій.)
- Наталія Романова.  Спосіб життя населення України;
- Тетяна Семигіна.  Поширення соціально-небезпечних хвороб;
- Надія Комарова. Перспективи розвитку соціальної структури:
- Алла Зінченк. Міграції населення України, Молодь та її перспективи, Соціальний капітал та Інформаційні технології та спосіб життя;
- Сергій Гнатюк. Розвиток аудіовізуальних медіа в сучасному інформаційному просторі;
- Наталія Гусак. Українська родина;
- Ярослав Білоус. Перспективи розвитку економіки України;
- Євген Магда. На шляху політичної трансформації;
- Микола Сайчук. Енергетична  та національна безпека;
- Віктор Котигоренко. Загрози етнічних конфліктів в Україні;
- Лариса Масенко. Перспективи мовно-культурного розвитку України на тлі політичного протистояння;
- Олена Титова. Історико-культурна спадщина України: стан та перспективи.

Детальніше див. Розгорнуте резюме проєкту.
2. Наукові конференції.
3. Круглі столи.
Уже відбулися:
- Теорія етногенезу Льва Гумільова: Теоретичні та історико-політичні аспекти (05 червня 2008 року);
- Міфологізація походження українців (20 лютого 2007 року);
- Десятинна церква: підсумки й перспективи (5 квітня 2007 року).

## Видавничі проєкти
1. Ілюстрована воєнно-історична книжкова серія «Плац д'Арм».
Тематика серії містить наступні складові:
- Українські збройні формування: їхній бойовий шлях, структура, озброєння, форма;
- Військові підрозділи армій інших держав, які складалися з українців (участь у військових діях, структура, озброєння, форма);
- Визначні битви, які відбулися на терені України;
- Фортифікації, укріплення;
- Військова техніка, озброєння;
- Нагороди і відзнаки;
- Військо, війни, озброєння, військове мистецтво народів, які мешкали на терені України.

Уже видано:
- Сергій Ольговський.  «Володарі степу: Військова справа й озброєння скіфів, VII cт. до н.е. — ІІІ ст. н.е.» (2009);
- Борис Татаров.  «Новітні гусити: Чесько-Словацькі військові формування в російському війську (серпень 1914 — квітень 1918 рр.)» (2009);
- Андрій Харук, В'ячеслав Кондратьєв, Марат Хайрулін.  «"Анатра": Літаки одеського авіабудівного підприємства, 1910–1924 рр.» (2011);
- Андрій Харук.  «Від К-4 до Су-2: Літаки Харківського авіазаводу (1926–1941)» (2011);
- Артем Папакін.  «Війська польські: Польські військові формування колишньої російської армії в Україні (1917–1919)» (2011).

2. «Сучасне минуле».
3. Журнал «Однострій».
4. Бібліотека журналу «Однострій».
5. Історія зарубіжних країн.
6. Позасерійні видання.
Уже видано:
- Кирило Галушко. «Український націоналізм: лікнеп для росіян, або Хто і навіщо вигадав Україну» (2011);
- Дмитро Адаменко. «Імператорський і королівський військовий мундир, 1914 рік» (2011).

7. «Україна-2020»
Аналітико-прогностичний дослідницький проєкт здійснювався протягом 2007–2008 рр. зусиллями 10 експертів в галузях економіки, політики, соціології, демографії, безпеки. Автори є співробітниками державних академічних інститутів та інших профільних установ.
Зміст дослідження:
- Вступ: Необхідність розробки стратегії національного розвитку;
- Спосіб життя населення;
- Поширення соціально небезпечних хвороб;
- Міграції населення;
- Молодь та її перспективи;
- Соціальний капітал;
- Перспективи зміни соціальної структури українського суспільства;
- Інформаційні технології та спосіб життя;
- Світові процеси інформатизації та їхній вплив на українське суспільство;
- Розвиток аудіовізуальних медіа в сучасному інформаційному просторі;
- Українська родина;
- Перспективи розвитку економіки України;
- Енергетична безпека України;
- На шляху політичної трансформації;
- Національна безпека;
- Загрози етнічних конфліктів;
- Перспективи мовно-культурного розвитку;
- Історико-культурна спадщина: стан та перспективи.

Загальний об’єм: близько 400 сторінок, плюс схеми, діаграми, карти.	
Робота знаходиться в стані готовому для друкування.
8. «Militaria Ucrainica».
Уже видано:
- Геннадій Казакевич.  «Відгомін карниксів: Військові традиції давніх кельтів на землях України, IV–I ст. до н.e.» (2009);
- Олексій Сокирко.  «Тріумф в час Руїни: Конотопська битва 1659 p.» (2009);
- Андрій Харук, В’ячеслав Кондратьєв, Марат Хайрулін «"Анатра": Літаки одеського авіабудівного підприємства, 1910–1924 рр.» (2009);
- Іван Монолатій «Українські легіонери: Формування та бойовий шлях Українських Січових Стрільців, 1914–1918 рр.» (2009).
- Олексій Сокирко.  «Полтавська битва 27 червня 1709 р.: Український Рубікон.» (2009);
- Андрій Харук.  «Крила України: Військово-повітряні сили України, 1917–1920 рр.» (2009).

Готові до друкування:
- Євген Синиця.  «Військова справа ранніх слов'ян»;
- Борис Черкас.  «Україна у складі Великого Князівства Литовського».

9. «Лікбез-Абетка».
Уже видано:
- Кирило Галушко. «Народи, нації, етноси...» (2007);
- Лариса Масенко.  «(У)мовна (У)країна» (2007).
- Леонід Залізняк.  «Походження українців: між наукою та ідеологією» (2008);
- «Новітні міфи та фальшивки про походження українців» (збірник статей[1]) (2008).

Готові до друкування:
- «Націоналізація середньовіччя: Чи існували українці за часів Давньої Русі?» (збірник статей);
- «ХІХ століття: Колізії українського та російського» (збірник статей).

## Інтернет-проєкти
1. Історичний опір
1.1. Сторінки Кирила Галушко
- Історія Британії у стародавню та середньовічну добу (навчальний посібник) ;
- Давня Шотландія ;
- Стародавній Уелс (фрагменти навчального посібника "Британія у стародавню та середньовічну добу)

1.2. Національний проєкт: Лікбез
- Персоналії українського політичного, культурного, наукового життя кінця XIX — першої половини XX століття ;
- Європейські персоналії — деякі відомі діячі європейського політичної та філософьскої думки кінця XIX — першої половини XX ст.;
- Деякі українські установи, організації, партії, військові підрозділи кінця XIX — першої половини XX століття ;
- Наукові терміни  .

2. Історія держави Габсбургів (Найбільший сайт в інтернеті, присвячений державі Габсбургів) 
3. Меморіал В. Липинського
3.1. Галушко К.Ю. Консерватор на тлі доби: В'ячеслав Липинський і суспільна думка європейських "правих" ;
3.2. Кирило Галушко. "ДЕРЖАВНИЦЬКА ШКОЛА" УКРАЇНСЬКОЇ ІСТОРІОГРАФІЇ, ЯК ПІДМУР’Я ПОЛІТИЧНОГО ПРОЕКТУ ;
3.3. Ю.Терещенко. В.Липинський і український суспільно-політичний рух в Галичині у 1907-1917 рр. Причинки до історії ;
3.4. Скоропадський, Липинський, УСХД ( Збірка матеріалів з "Гетьманського альманаху") ;
3.5. В'ячеслав Липинський та його доба (науковий збірник) .
4. 300 років виступу гетьмана Івана Мазепи (найбільший сайт в інтернеті, присвячений постаті І. Мазепи) .
5. Український воєнно-історичний форум (список форумів) .

## Історична реконструкція
1. «Мушкетери гетьмана Виговського» ;
2. «Йончепінзький Полк» ;
3. «Легіон УСС».